# 伊号第四百七潜水艦
伊号第四百七潜水艦（いごうだいよんひゃくななせんすいかん）は、日本海軍の未成潜水艦。伊四百型潜水艦の1隻。

## 艦歴
改⑤計画の潜水艦特、第5231号艦型の8番艦、仮称艦名第5238号艦として計画。1943年12月20日、呉海軍工廠で起工されたが、建造中止となった。本艦は第5231号艦型のうち呉海軍工廠建造分の最終艦として、1943年3月16日付で組まれた予定どおりに起工されたが、本艦の建造予定は1943年12月に改訂された建造線表の対象外となった。